# آلیسا میلانو
آلیسا میلانو (به انگلیسی: Alyssa Milano)، بازیگر، سینما و تلویزیون، زاده ۱۹۷۲ میلادی، در شهر نیویورک، آمریکا زاده شد. وی در فیلم کماندو محصول ۱۹۸۵ میلادی، در کنار آرنولد شوارزنگر همبازی بود. جنبش #me_too ابتکار میلانو است. میلانو پرده از روی جرائم جنسی هاروی واینستین تهیه‌کننده قدرتمند سینمای آمریکا برداشت و از تمام زنان و دخترانی که قربانی تعرض‌های جنسی شده بودند خواست که بیش از این سکوت نکنند و از ظلمی که بر آن‌ها رفته آشکارا سخن بگویند.

## فیلم‌شناسی
فهرست برخی از فیلم‌ها و مجموعه‌های تلویزیونی که آلیسا میلانو در آن‌ها به ایفای نقش پرداخته‌است:
- کماندو
- گذرگاه
- ترس
- تعارض منافع
- دشمنان ملت
- روح کانترویل
- بانو و ولگرد ۲: ماجراجویی اسکمپ
- خواهر کوچک
- تردید در درخشش
- بورلی هیلز چی‌واوا ۲
- پیچک سمی ۲: لیلی
- ساعت آبی‌رنگ
- ایتالیای کوچک
- استخر هوگو
- دو اژدها
- آغوش خون‌آشام
- عروس را ببوس
- دوست‌پسر دوست‌دختر من
- آسیب‌شناسی
- دیکی رابرتس
- خرید گاو
- افسون‌شده (مجموعه تلویزیونی)
- تسکین‌ناپذیر (مجموعه تلویزیونی)
- نام من ارل است (مجموعه تلویزیونی)
- ماجراجویی‌های جیمی نوترون: پسر نابغه (مجموعه تلویزیونی)
- مرد خانواده (مجموعه تلویزیونی)